# Campionato asiatico e oceaniano maschile di pallavolo 1991
Il VI campionato asiatico e oceaniano maschile di pallavolo si è svolto dall'11 al 18 agosto 1991 a Perth, in Australia. Al torneo hanno partecipato 15 squadre nazionali asiatiche ed oceaniane e la vittoria finale è andata per la quarta volta al Giappone.

## Gironi
Dopo la prima fase, le prime due classificate del girone A e C hanno acceduto al girone E, mentre le prime due classificate del girone B e D hanno acceduto al girone F, conservando il risultato dello scontro diretto; analogamente la terza classifica del girone A e la terza e la quarta classificata del girone C hanno acceduto al girone G, mentre la terza e la quarta classificata del girone B e D hanno acceduto al girone H, conservando il risultato dello scontro diretto. Al termine della seconda fase, le prime due classificate dei gironi E e F hanno acceduto al girone per il primo posto, le ultime due classificate dei gironi E e F hanno acceduto al girone per il quinto posto, le prime due classificate dei gironi G e H hanno acceduto al girone per il nono posto, l'ultima classificata del girone G e le ultime due classificate del girone H hanno acceduto al girone per il tredicesimo posto: hanno conservato il risultato dello scontro diretto della seconda fase.
| Girone A                              | Girone B                                          | Girone C                                | Girone D                           |
| ------------------------------------- | ------------------------------------------------- | --------------------------------------- | ---------------------------------- |
| Australia Nuova Zelanda Taipei cinese | Corea del Sud Emirati Arabi Uniti Iran Thailandia | Arabia Saudita Giappone India Indonesia | Cina Corea del Nord Pakistan Samoa |

## Classifica finale
| Classifica | Squadre             | Qualificazione                                    |
| ---------- | ------------------- | ------------------------------------------------- |
|            | Giappone            | Coppa del Mondo 1991 - Giochi della XXV Olimpiade |
|            | Corea del Sud       | Coppa del Mondo 1991                              |
|            | Cina                |                                                   |
| 4          | Australia           |                                                   |
| 5          | Taipei cinese       |                                                   |
| 6          | Indonesia           |                                                   |
| 7          | Iran                |                                                   |
| 8          | Pakistan            |                                                   |
| 9          | Thailandia          |                                                   |
| 10         | India               |                                                   |
| 11         | Corea del Nord      |                                                   |
| 12         | Nuova Zelanda       |                                                   |
| 13         | Arabia Saudita      |                                                   |
| 14         | Emirati Arabi Uniti |                                                   |
| 15         | Samoa               |                                                   |